# Ratolí marsupial d'aiguamoll
El ratolí marsupial d'aiguamoll (Antechinus minimus) és una espècie de marsupial semblant a una musaranya, de la família dels dasiúrids i emparentat amb els gats marsupials, el diable de Tasmània i els ratolins marsupials del gènere Sminthopsis.